# アレッサンドロ・ベットーニ・カッツァーゴ
アレッサンドロ・ベットーニ・カッツァーゴ(イタリア語: Alessandro Bettoni Cazzago、1892年11月7日 - 1951年4月28日)は、イタリアの軍人、馬術選手。最終階級は陸軍大佐。

## 経歴

### 軍人として
1892年11月7日、上院議員フェデリコ・ベットーニの息子として貴族の家柄に生まれた。イタリア陸軍騎兵科に志願したカッツァーゴはクラス地方の部隊に配属され、第一次世界大戦に従軍した。彼は大戦中の功績によりサヴォイア軍事勲章、武功勲章をそれぞれ銀章一個、銅章二個受章している。
1920年、第3竜騎兵連隊「サヴォイア」に入隊。第二次世界大戦が勃発するとカッツァーゴも従軍し、1942年には大佐へ昇進、第3竜騎兵連隊の指揮官となった。イタリア･ロシア派遣軍に組み込まれた第3竜騎兵連隊は彼の指揮の下1942年8月24日にソヴィエト軍に対し騎兵突撃を敢行、これを成功に収めたが、この突撃が欧州における最後の騎兵突撃となった(なお、戦史上最後の騎兵突撃は、1945年に大日本帝国陸軍第4騎兵師団が中国戦線で行った老河口作戦である)。このときの功績により武功勲章銀章を受けた。

### 馬術選手として
カッツァーゴは騎兵科に属していたこともあり、馬術に長けていた。シエーナで行われた馬術の国際大会では1929年と1940年に優勝を果たしており、1948年のロンドンオリンピックにも出場している。彼はイタリア国内で最も多くの馬術大会に出場した人物であり、1929年から1939年の間、実に384回の賞、253個のカップと62個のトロフィーを獲得している。

## 叙勲
- サヴォイア軍事勲章
- 武功勲章
  - 武功勲章銀章（英語版）2回
  - 武功勲章銅章（英語版）2回